# Broager Land
Broager Land er en ca. 35 km² stor sønderjysk halvø på den nordlige side af Flensborg Fjord. Det højeste punkt er Gratelund med 57 m. Den nordøstlige del er meget kuperet som følge af sidste istid. Halvøen er med til at give Flensborg Fjord dens snørklede yderløb.
Halvøens største by er Broager der dominerer den nordligste halvdel.
Fra spirene på Broager Kirke kunne preussiske soldater i 1864 følge granatnedslagene på Dybbøl Banke. Preussiske kanoner placeret på klinterne ved Gammelmark skød henover Vemmingbund ind i de danske skanser. Man kan stadig se hvor kanonerne stod.
På halvøens nordvestligste hjørne findes byen Egernsund og lidt øst for den Rendbjerg.
Lidt nordvest for Broager findes landsbyen Skodsbøl og lidt for findes voldstedet Smølvold (de).
Ved kysten sydvest for Broager findes Cathrinesminde Teglværk, der nu er museum.
I nærheden af Cathrinesminde findes landsbyen Iller.
Sydvest for Cathrinesminde Brunsnæs hvor der indtil 1999 stod en 500 år gammel hvidtjørn.[kilde mangler]
2 km sydøst for Broager findes landsbyen Dynt.
Midt på halvøens sydlige del findes landsbyen Skelde som er kendt for sit Kultur- og Aktivitetshus "Nette Jensen". Ud til kysten øst for Skelde findes Skelde Kobbelskov, der bl.a. huser 2 langdysser.
Halvøens sydligste punkt kaldes Kragesand.
Halvøen hørte indtil 2006 under Broager Kommune, der havde et areal på 43,38 km² og et indbyggertal på 6.362.